# アルブレヒト・フォン・シュレースヴィヒ＝ホルシュタイン＝ゾンダーブルク＝グリュックスブルク
アルブレヒト・フォン・シュレースヴィヒ＝ホルシュタイン＝ゾンダーブルク＝グリュックスブルク（Prinz Albrecht von Schleswig-Holstein-Sonderburg-Glücksburg, 1863年3月15日 - 1948年4月23日）は、北ドイツの小諸侯グリュックスブルク家の公子。全名はアルブレヒト・クリスティアン・アドルフ・カール・オイゲン（Albrecht Christian Adolf Karl Eugen von Schleswig-Holstein-Sonderburg-Glücksburg）。

## 生涯
グリュックスブルク公フリードリヒとその妻でシャウムブルク＝リッペ侯ゲオルク・ヴィルヘルムの娘であるアーデルハイトの間の第5子、次男として生まれた。プロイセン陸軍の近衛胸甲騎兵連隊に所属し、1903年から1909年まで同連隊の連隊長を務めた。最終階級は（名誉的な）陸軍中将まで昇った。1904年のオルデンブルク家諸家の家族協約により、アルブレヒトと兄のグリュックスブルク公フリードリヒ・フェルディナントは、オルデンブルク大公国の大公位継承権を認められた。当時のオルデンブルク大公フリードリヒ・アウグストには、長男の大公世子を除けば後継者となり得る親族が1人もいなかったためである。

## 子女
1906年10月14日にゲルンハウゼン郊外メーアホルツ（Meerholz）において、伯爵令嬢オルトルート・ツー・イーゼンブルク・ウント・ビューディンゲン・イン・メーアホルツ（1879年 - 1918年）と最初の結婚をし、1918年に死別した。彼女との間に3男1女をもうけた。
- ヴィクトリア・マリー・ルイーゼ・アグネス・カルマ・エリーザベト・イルムガルト（1908年 - 1969年） - 1934年にルドルフ・フォン・シュテンゲル男爵と結婚（1955年離婚）、1962年にシャウムブルク＝リッペ侯子フリードリヒ・クリスティアン（ドイツ語版）と再婚
- フリードリヒ・ヴィルヘルム・アウグスト・フェルディナント・アレクサンダー・カール・エドゥアルト・エルンスト・グスタフ（1909年 - 1940年） - フランス侵攻作戦に従軍・戦死
- ヨハン・ゲオルク・ヴィルヘルム・ヴィクトル・ハインリヒ・コンスタンティン・ギュンター・フリードリヒ・クリスティアン（1911年 - 1941年） - バルバロッサ作戦に従軍・戦死
- フリードリヒ・フェルディナント・カール・エルンスト・アウグスト・ヴィルヘルム・ハーラルト・カジミール・ニコラ（ドイツ語版）（1913年 - 1989年） - 国防軍陸軍大佐

1920年9月19日にビューディンゲンにおいて、イーゼンブルク＝ビューディンゲン侯ブルーノの娘ヘルタ（1883年 - 1972年）と再婚した。ヘルタは最初の妻オルトルートの従妹であった。2人の間には1女が生まれ、アルブレヒトはこの娘に亡き先妻の名前を付けた。
- オルトルート・ベルタ・アーデルハイト・ヘートヴィヒ（1925年 - 1980年） - 1951年、ブラウンシュヴァイク公世子・ハノーファー王家家長エルンスト・アウグスト（4世）と結婚

## 引用
1. ↑  Kommandeure Garde-Kürassier-Regiment
2. ↑  Glenn A. Steinberg. “The House of Schleswig-Holstein-Sonderburg-Glücksburg, 1939-1945”.  European Royalty During World War II. 2008年9月8日閲覧。